# عنان الجلالي
عنان الجلالي (1947 - 20 يونيو 2024) ملياردير مصري ورجل أعمال عالمي، ولد بمحافظة القاهرة في منطقة هليوبوليس من أب كان يعمل ضابط بالجيش المصري.

## حياته
ولد عنان الجلالي في القاهرة عاصمة مصر ونشأ في أحد ضواحيها وهي منطقة هليوبوليس، وكان والده ضابطاً في الجيش المصري. تسبب انشغال والده بعمله ودراساته العليا في كره عنان للدراسة والكتب فرسب في الثانوية العامة عدة مرات، وشعر بسبب فشله الدراسي بأنه غريب بين أهله وأصدقائه في مصر، فكان الحل من وجهة نظره هو السفر للخارج ليكون غريباً بحق في بلاد أجنبية. فحصل على تأشيرة دخول للنمسا وسافر إليها بعشر جنيهات استرليني أو عشر دولارات في هذا الوقت تقريبا. لما وصل للنمسا أقام بأحد الملاجئ لضعف إمكاناته المادية، وبعد ذلك بدأ في بيع الجرائد بالنمسا. وبسبب اتصالات والده بالسفير المصري في النمسا لكي يراعيه، قرر عنان السفر مرة أخرى بعيداً عن النمسا لكي يتمم استقلاله بنفسه، فاشترى بالمال الذي ادخره من بيع الجرائد تذكرة سفر إلى الدنمارك، ووصل إلى هذه الدولة بدون أي مقومات للحياة، فكان ينام أحيانا بما تبقى لديه من نقود في بيوت الشباب وأحيانا أخرى ينام في صناديق التليفونات، وحينما لم يجد في كوبنهاغن أي فرصة عمل ذهب إلى أقرب مدينة وهي مدينة أودينسا وفيها أصبح هدفه أن يجد عملا بأي وسيلة وبأي ثمن. فكان قوت يومه في هذه الفترة هو صناديق القمامة.
وبسبب إصراره وتصميمه على العمل حصل على وظيفة للعمل طول النهار في مقابل وجبة طعام فقط لا غير. وكان شعاره أنه سافر للخارج لكي يبني مستقبلا جديداً لا لكي يكون جزءاً من مشكلة، فكان يعمل صباحا مقابل وجبة طعام، ثم يعود عصراً ليرتدي بدلة ويعمل بدون مقابل كمتدرب في الوظيفة التي يريد أن يرتقي إليها، ثم يحصل على الوظيفة بعد أشهر من التدريب المجاني لإتقانه إياها. وتحول هدفه من مجرد الحصول على وجبة طعام وسرير لكي ينام فيه، إلى الحصول على الاحترام والخبرة. فوصل إلى منصب مدير أحد أكبر فنادق الدرجة الأولى بالدنمارك وهو في منتصف العشرينيات ثم إلى رئيس أكبر سلسة فنادق دنمركية وهو في الثلاثين من عمره. وواصل جهده حتى أسس شركته الخاصة فنادق هلنان العالمية والتي استوحى اسمها (هل) من (هليوبوليس) مكان مولده الأصلي بمصر لاعتزازه بها و(نان) من اسمه (عنان).

## وفاته
توفى عنان الجلالي يوم 20-06-2024 عن عمر ناهز الـ77 عاما, بالدنمارك، بعد أزمة صحية مفاجأة تعرض لها ونقل إلى المستشفى 